# Луково (озеро, Брестская область)
Лу́ково (Лу́ковское водохрани́лище; бел. Лу́кава, Лу́каўскае вадасховішча) — озеро, расположенное на территории Луковского сельсовета в Малоритском районе Брестской области Республики Беларусь, в 16 км на северо-восток от города Малорита. Рядом с водоёмом находится деревня Луково.
Площадь поверхности водоёма составляет 5,4 км². Длина — 3,15 км, наибольшая ширина — 2,7 км. Объём воды — 23,2 млн м³. Наибольшая глубина — 11,5 м, средняя — 4,3 м. Площадь водосбора — 112 км².
Водохранилище создано на основе существующего озера в 1980 году для нужд орошения сельхозугодий и рыбоводства. С целью сбора вод была сооружена дамба длиной 9,5 км. Около половины площади дна выстлано сапропелем.
Колебания уровня воды на протяжении года составляют 3,1 м. Среднегодовой сток превышает 12 млн м³.
Водоём связан с системой мелиорационных каналов и рекой Осиповка.
К северу от озера располагается одноимённый заказник республиканского значения.